# Liste der Kulturdenkmäler in Brauneberg
In der Liste der Kulturdenkmäler in Brauneberg sind alle Kulturdenkmäler der rheinland-pfälzischen Ortsgemeinde Brauneberg einschließlich des Ortsteils Filzen aufgeführt. Im Ortsteil Hirzlei sind keine Kulturdenkmäler ausgewiesen. Grundlage ist das Denkmalverzeichnis Kreis Bernkastel-Wittlich (Stand: 18. Januar 2024).

## Denkmalzonen
| Bezeichnung                                     | Lage                                                                              | Baujahr                 | Beschreibung | Bild            |
| ----------------------------------------------- | --------------------------------------------------------------------------------- | ----------------------- | --- | --------------- |
| Denkmalzone Ortskern Brauneberg                 | Moselweinstraße 118–167, Nussbaumalle 6–9, In der Traf 1–5, Unter der Höht 1 Lage | 18. und 19. Jahrhundert | langgestreckter, moselparallel ausgerichteter Ortskern mit historischer Bausubstanz vorwiegend des 18. und 19. Jahrhunderts | Fotos hochladen |
| Denkmalzone ehemaliges Franziskanerinnenkloster | Filzen, Im Kloster 1–10, Lindenstraße 5 Lage                                      | 1712–21                 | katholische Pfarrkirche St. Josef, ehemals Klosterkirche, vierachsiger Saalbau über tonnengewölbter Gruft, 1712–20; an der Westseite ehemalige Klostergebäude, Vierflügelanlage, 1712–21; einbezogen der Turm der ehemaligen Andreaskapelle, um 1100; zugehörig Wirtschaftsgebäude, Friedhof und ein großes ummauertes Gartengelände | Fotos hochladen |

## Einzeldenkmäler
| Bezeichnung                      | Lage                                           | Baujahr                  | Beschreibung | Bild                           |
| -------------------------------- | ---------------------------------------------- | ------------------------ | --- | ------------------------------ |
| Wohnhaus                         | Filzen, Im Neudorf, neben Nr. 1 Lage           | 18. Jahrhundert          | Teil eines Fachwerkhauses des 18. Jahrhunderts, ansonsten durch Neubau um 1920/30 ersetzt (Im Neudorf 1) | BW                             |
| Bildstock                        | Filzen, Im Neudorf, vor Nr. 1 Lage             |                          | barocker Bildstock | BW                             |
| Hofanlage                        | Filzen, Im Neudorf 2 Lage                      | 1906                     | Winzerhofanlage; villenartiges späthistoristisches Wohnhaus, polygonaler Eckturm, Mischformen aus Neuspätgotik und Neufrührenaissance, bezeichnet 1906 | Fotos hochladen                |
| Bildstock                        | Filzen, Im Neudorf, bei Nr. 7 Lage             | 1770                     | barocker Bildstock mit Pietà-Relief, bezeichnet 1770 | BW                             |
| Quereinhaus                      | Moselweinstraße 87 Lage                        | um 1900                  | Quereinhaus; späthistoristischer Bruchsteinbau, um 1900 | BW                             |
| Wohnhaus                         | Moselweinstraße 90 Lage                        | 1778                     | Mansarddachbau, gekuppelte Segmentbogenfenster, bezeichnet 1778 | BW                             |
| Türblatt                         | Moselweinstraße, an Nr. 108 Lage               | 1747                     | barockes Türblatt, bezeichnet 1747 | BW                             |
| Wohnhaus                         | Moselweinstraße 118 Lage                       | 18. Jahrhundert          | schmales Fachwerkhaus, teilweise massiv, 18. Jahrhundert | BW                             |
| Wohnhaus                         | Moselweinstraße 122 Lage                       | 1761                     | Fachwerkhaus, teilweise massiv, Mansarddach, bezeichnet 1761 | Fotos hochladen                |
| Quereinhaus                      | Moselweinstraße 123 Lage                       | 1766                     | kleiner Mansarddachbau, bezeichnet 1766, Seitenflügel wohl jünger | BW                             |
| Gasthof Zur Grafschaft           | Moselweinstraße 130 Lage                       | 1714                     | Mansarddachbau, teilweise mit Zierfachwerk, angeblich von 1714, 1905 erweitert | Fotos hochladen                |
| Wohn- und Geschäftshaus          | Moselweinstraße 131 Lage                       | 1730                     | Massivbau, bezeichnet 1730 | BW                             |
| Wohnhaus                         | Moselweinstraße 134 Lage                       | 1773                     | Mansarddachbau, bezeichnet 1773 | BW                             |
| Wohnhaus                         | Moselweinstraße 135 Lage                       | 1732                     | Massivbau, verschieferte Fachwerkgiebel, bezeichnet 1732 | Fotos hochladen                |
| Wohnhaus                         | Moselweinstraße 136 Lage                       | 1750                     | Fachwerkhaus, teilweise massiv, bezeichnet 1750, eventuell älter | Fotos hochladen                |
| Wohnhäuser                       | Moselweinstraße 147 Lage                       | 1725                     | zwei hintereinanderliegende Fachwerkhäuser, teilweise massiv, bezeichnet 1725 | Fotos hochladen                |
| Wohnhaus                         | Moselweinstraße 150 Lage                       | 1721                     | Fachwerkhaus, teilweise massiv, bezeichnet 1721, im 19. und 20. Jahrhundert überformt | Fotos hochladen                |
| Wohnhaus                         | Moselweinstraße 156 Lage                       | 1869                     | kubischer Zeltdachbau, bezeichnet 1869 | Fotos hochladen                |
| Simultanpfarrkirche St. Remigius | Moselweinstraße 165 Lage                       | 1776/77                  | Saalbau, 1776/77, Hofbaumeister Franz Wilhelm Rabaliatti; Gesamtanlage mit katholischem Pfarrhaus (Moselweinstraße 167) und Kriegerdenkmal | weitere Bilder Fotos hochladen |
| Kriegerdenkmal                   | Moselweinstraße, bei Nr. 165 Lage              | 1920er oder 1930er Jahre | Kriegerdenkmal 1914/18, betender Soldat vor Arkadenmauer | Fotos hochladen                |
| Katholisches Pfarrhaus           | Moselweinstraße 167 Lage                       | 18. Jahrhundert          | Krüppelwalmdachbau, 18. Jahrhundert | Fotos hochladen                |
| Wohnhäuser                       | Nussbaumallee 7 Lage                           | 18. Jahrhundert          | Wohnhäuser; Baugruppe aus - barockem Mansarddachbau, zweite Hälfte des 18. Jahrhunderts - zweigeschossigem traufständigem Wohnhaus, geschweifter Fachwerkzwerchgiebel, 18. Jahrhundert - zugehörig auf der gegenüberliegenden Straßenseite der allseitig ummauerte barocke Hausgarten | Fotos hochladen                |
| Quereinhaus                      | Filzen, Moselweinstraße 10 Lage                | um 1870/80               | Quereinhaus; stattlicher Krüppelwalmdachbau, Bruchstein, um 1870/80 | Fotos hochladen                |
| Bildstock                        | Filzen, Moselweinstraße, gegenüber Nr. 22 Lage | 1827                     | Kreuzigungsbildstock, bezeichnet 1827 | Fotos hochladen                |
| Wohnhaus                         | Filzen, Moselweinstraße 23 Lage                | noch 17. Jahrhundert     | Fachwerkhaus, teilweise massiv, verputzt, im Kern eventuell noch aus dem 17. Jahrhundert | BW                             |

## Ehemalige Kulturdenkmäler
| Bezeichnung | Lage                     | Baujahr                            | Beschreibung                                                                               | Bild |
| ----------- | ------------------------ | ---------------------------------- | ------------------------------------------------------------------------------------------ | ---- |
| Quereinhaus | Moselweinstraße 105 Lage | zweite Hälfte des 18. Jahrhunderts | Quereinhaus; Mansarddachbau, zweite Hälfte des 18. Jahrhunderts; aus Denkmalliste gelöscht | BW   |